# رودي هانسن
رودي هانسن (بالدنماركية: Rudy Hansen)‏ هو مصمم ليثوغراف دنماركي، ولد في 13 نوفمبر 1888، وتوفي في أبريل 1977.

## وصلات خارجية
- رودي هانسن على موقع أوليمبيديا (الإنجليزية)